# Судовий наказ
Судови́й нака́з — особлива форма судового рішення, запроваджена Цивільним процесуальним кодексом України, про стягнення з боржника грошової суми або витребування майна за заявою особи, якій належить право такої вимоги. Судовий наказ одночасно є виконавчим документом.
Підлягає виконанню за правилами, встановленими законом для виконання судових рішень, порядок його видачі здійснюється за наказним провадженням, регламентованим ЦПК.
В інших правових системах судовий наказ є офіційним розпорядженням, що видається судом (суддею) і зобов'язує певного суб'єкта на вчинення юридично значимих дій, відповідних закону.
Судовий наказ є особливою формою судового рішення, яке може бути видано судом за результатами розгляду лише таких вимог:
1) заявлено вимогу про стягнення нарахованої, але не виплаченої працівникові суми заробітної плати та середнього заробітку за час затримки розрахунку;
2) заявлено вимогу про компенсацію витрат на проведення розшуку відповідача, боржника, дитини або транспортних засобів боржника;
3) заявлено вимогу про стягнення заборгованості за оплату житлово-комунальних послуг, телекомунікаційних послуг, послуг телебачення та радіомовлення з урахуванням індексу інфляції та 3 відсотків річних, нарахованих заявником на суму заборгованості;
4) заявлено вимогу про стягнення аліментів у розмірі на одну дитину — однієї чверті, на двох дітей — однієї третини, на трьох і більше дітей — половини заробітку (доходу) платника аліментів, але не більше десяти прожиткових мінімумів на дитину відповідного віку на кожну дитину, якщо ця вимога не пов'язана із встановленням чи оспорюванням батьківства (материнства) та необхідністю залучення інших заінтересованих осіб;
5) заявлено вимогу про стягнення аліментів на дитину у твердій грошовій сумі в розмірі 50 відсотків прожиткового мінімуму для дитини відповідного віку, якщо ця вимога не пов'язана із встановленням чи оспорюванням батьківства (материнства) та необхідністю залучення інших заінтересованих осіб;
6) заявлено вимогу про повернення вартості товару неналежної якості, якщо є рішення суду, яке набрало законної сили, про встановлення факту продажу товару неналежної якості, ухвалене на користь невизначеного кола споживачів;
7) заявлено вимогу до юридичної особи або фізичної особи — підприємця про стягнення заборгованості за договором (іншим, ніж про надання житлово-комунальних послуг, телекомунікаційних послуг, послуг телебачення та радіомовлення), укладеним у письмовій (в тому числі електронній) формі, якщо сума вимоги не перевищує ста розмірів прожиткового мінімуму для працездатних осіб.
Із заявою про видачу судового наказу може звернутися особа, якій належить право вимоги, а також органи та особи, яким законом надано право захищати права та інтереси інших осіб.
Розгляд такої справи відбувається без виклику сторін, на основі поданої письмової заяви та доданих до неї доказів, для підтвердження цих вимог.
Такою формою судового провадження дуже часто користуються комунальні підприємства, які надають житлово-комунальні послуги, з метою «прискорення» стягнення вашої заборгованості.
Кожний громадянин має правові засоби захисту від такої форми безспірного одностороннього стягнення:
- суд зобов'язаний надіслати боржнику копію судовий наказ рекомендованим листом не пізніше наступного дня після його видачі.
- боржник має право протягом 10 днів з дня отримання копії судового наказу та доданих до неї документів подати заяву про його скасування. Заява про скасування судового наказу подається в суд у письмовій формі.
- у більшості випадків судові накази виносяться без присутності на засідання сторін спору.[1]

## Захист
Отримувач має всі правові засоби захисту від такої форми безспірного одностороннього стягнення:
- суд зобов'язаний надіслати адресатові копію судового наказу рекомендованим листом не пізніше наступного дня після його видачі.
- адресат має право протягом 10 днів з дня отримання копії судового наказу та доданих до неї документів подати заяву про його скасування. Заява про скасування судового наказу подається в суд у письмовій формі.

Але 13 днів з дня його отримання адресатом він набирає законної сили та підлягає виконанню.
У заяві про скасування судового наказу має бути зазначено:
- найменування суду, в який подається заява;
- ім'я (найменування) стягувача та боржника, а також ім'я (найменування) представника боржника, якщо заява подається представником, їхнє місце проживання або місцезнаходження;
- наказ, що оскаржується;
- посилання на обставини, які свідчать про повну або часткову необґрунтованість вимог стягувача;
- посилання на докази, якими боржник обґрунтовує свої заперечення проти вимог стягувача;
- перелік документів, що додаються до заяви.

Заява підписується адресатом або його представником та подається з її копією та копіями доданих до неї документів для надання стягувачеві.
У випадку, коли адресат дізнався про наявність судового наказу від державного виконавця та не був належно повідомлений про його видачу судом, йому потрібно звернутись до суду, що видав судовий наказ із заявою про видачу копії цього судового наказу. Після цього із ще однією заявою про поновлення пропущеного строку та скасування судового наказу (до такої заяви додатково слід додати довідку з пошти про відсутність рекомендованої кореспонденції від суду).
Заява про скасування судового наказу розглядається протягом 10 днів з дня постановлення ухвали про прийняття такої заяви до розгляду у відкритому судовому засіданні. Про призначене судове засідання суд повідомляє стягувача і боржника заздалегідь. Неявка осіб, належним чином повідомлених про час і місце розгляду заяви про скасування судового наказу, не перешкоджає розгляду такої заяви.
За результатами розгляду справи, суд має право:
- залишити заяву про скасування судового наказу без задоволення;
- скасувати судовий наказ та роз'яснити, що заявлені стягувачем вимоги можуть бути розглянуті у позовному провадженні з додержанням загальних правил щодо пред'явлення позову;
- змінити судовий наказ.

Змінений судовий наказ чи судовий наказ, щодо якого суд прийняв ухвалу про залишення заяви про його скасування без задоволення, можуть бути оскаржені в апеляційному порядку.
Апеляційна скарга на рішення суду подається протягом 10 днів з дня його проголошення. Особи, які брали участь у справі, але не були присутні у судовому засіданні під час проголошення судового рішення, можуть подати апеляційну скаргу протягом 10 днів з дня отримання копії цього рішення.